# EAM Nuvolari S1

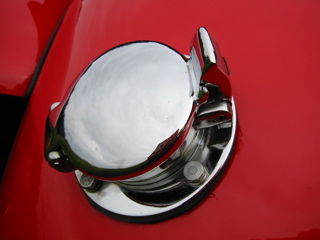
Tanque.

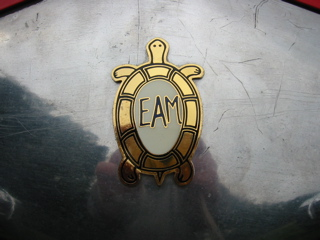
Emblema da Firma.

O EAM Nuvolari S1' é um carro esportivo e nostálgico produzido em pequena série a partir de 1993 em Munich em Alemanha, iniciado pelo forneçedor de peças de automóveis chamada Edelsbrunner Automobile München.
O modelo que lembra das linhas do Riley M.P.H. de 1934, é um Roadster no estilo dos anos trinta, é um carro designado à homenagem a Tazio Nuvolari, grande ídolo italiana de automobilismo antes da segunda guerra. O conceito de carro com estilo antigo, combinado com técnica moderna inspirou outros a seguir este caminho.

## Dados Técnicos
Motor Ford 16V -DOHC- 4 Cilindros, Seguintes motorizações eram disponíveis : 1,6L com 90 CV, 1,8L com 130 CV, 2,0L com 136 CV. O equipamento do EAM Nuvolari S1 é riquíssimo em detalhes, como exemplo: Rodas de Aro cromados, Parabrisas dobráveis, Poltronas em couro, Volante em madeira (Mahagoni), Painel trabalhado, Além disso muitos acessórios disponíveis: Capa, Proteção Lateral, Parabrisas laterais, Suporte de bagagem etc.
| 1,6L | 90CV  |
| 1,8L | 130CV |
| 2,0L | 136CV |

O preço varia entre 60.000 und 68.000 DM sem extras no ano de 1995 equivalente a 45.000 Reais, foram fabricados entre 20- a 30- carros.